# Hero and Heroine in Ascencia
Hero and Heroine in Ascencia is een studioalbum van Strawbs. Het album is een opnieuw opgenomen versie van hun “klassieker” Hero and Heroine uit 1973. De Strawbs, die in 2011 nog steeds concerten gaven, hadden het idee om het album opnieuw te spelen tijdens concerten en daarbij ontstond ook het idee het album op te nemen in de samenstelling van 2010. Aan het oorspronkelijke album moest veel reparatiewerk worden verricht om de klank op compact disc goed te krijgen. Dat was bij In Ascencia niet nodig, toch klonk het album minder dynamisch dan haar 'antieke' bron. Tony Fernandez keerde voor dit project terug bij zijn oude band. 
Het album werd voorgefinancierd door fans.

## Musici
- Dave Cousins – zang, gitaar
- Dave Lambert – zang, gitaar
- Chas Cronk – basgitaar, zang
- John Young – toetsinstrumenten
- Tony Fernandez – slagwerk

## Muziek
| Nr. | Titel                                                             | Duur |
| --- | ----------------------------------------------------------------- | ---- |
| 1.  | Prologue, Autumn, Deep Summer’s sleep, The winter long            |      |
| 2.  | Sad young man                                                     |      |
| 3.  | Just love                                                         |      |
| 4.  | Shine on silver sun                                               |      |
| 5.  | Hero and heroine                                                  |      |
| 6.  | Midnight sun, Aurora                                              |      |
| 7.  | Out in the cold, Round and round                                  |      |
| 8.  | Lay a little light on me, Hero’s theme, Round and round (reprise) |      |